# Falun (Kansas)
Falun – jednostka osadnicza w Stanach Zjednoczonych, w stanie Kansas, w hrabstwie Saline.